# Ыйзу
Ы́йзу, также Ы́йсу (эст. Õisu) — посёлок в волости Мульги уезда Вильяндимаа, Эстония.
До административной реформы самоуправлений Эстонии 2017 года входил в состав волости Халлисте.

## География и описание
Расположен в 16 километрах к югу от уездного центра — города Вильянди. Высота над уровнем моря — 75 метров.
Через посёлок протекает ручей (река) Видва, который запруживается озером Вескеярв.
Климат умеренный. Официальный язык — эстонский. Почтовый индекс — 72301.

## Население
По данным переписи населения 2011 года, в Ыйзу проживали 196 человек, из них 185 (94,4 %) — эстонцы.
По данным переписи населения 2021 года, в посёлке проживал 191 человек, из них 186 (97,4 %) — эстонцы.
Численность населения посёлка Ыйзу:
| Год  | 1959 | 1970  | 1979  | 1989  | 2000  | 2011  | 2017  | 2018  | 2019  | 2020  | 2021  |
| ---- | ---- | ----- | ----- | ----- | ----- | ----- | ----- | ----- | ----- | ----- | ----- |
| Чел. | 406  | ↘ 338 | ↗ 550 | ↘ 495 | ↘ 360 | ↘ 196 | ↘ 182 | ↘ 169 | ↗ 174 | ↗ 196 | ↘ 191 |

## История
Населённый пункт впервые был упомянут в 1551 году как Euseküll. На месте деревни в середине XVI века была основана мыза Эйзекюля (нем. Euseküll, эст. Õisu mõis).
В 1744 году императрица Елизавета Петровна подарила мызу вдове адмирала Петра Ивановича фон Сиверса.
Нынешний посёлок возник на месте мызы Ыйзу в 1920-х годах, после земельной реформы в Эстонии. Рядом с железнодорожной станцией Ыйзу возник посёлок Ридакюла (эст. Ridaküla), который затем слился с Йызу, и при переписи 1970 года в списках уже был только посёлок Ыйзу.
С 1922 по 2005 год в главном здании мызы Ыйзу действовал Техникум  пищевой промышленности (Õisu toiduainetööstuse tehnikum, в годы Первой Эстонской Республики — Школа молочного хозяйства (Õisu Piimanduskool)), который затем перевели в Олуствере, объединив его с Олуствереским техникумом земельного хозяйства и обслуживания (Olustvere maamajandus- ja teeninduskool).

## Инфраструктура
В посёлке есть библиотека. До мая 2019 года работал магазин, который закрылся в связи с выходом работников на пенсию. Несколько позже два жителя посёлка решили взять управление магазином на себя, указав на то, что закрытие единственного магазина может повлечь за собой продолжение уменьшения численности населения посёлка.

## Достопримечательности
К северо-востоку от посёлка расположено валунное поле, которое связывают с историей Калевипоэга.
К северо-западу от посёлка находится озеро Ыйзу, на берегу которого расположена обзорная башня. Озеро Ыйзу, долина реки Видва и пространства, находящиеся в двух километрах к юго-востоку от посёлка, составляют природоохранную зону Ыйзу. К ней также относится представительный парк мызы Эйзекюля (Ыйзу).
Мыза Йызу — один из самых красивых комплексов в стиле барокко в Южной Эстонии. Напротив главного здания, с обеих сторон подъездной дороги, построены хлев и каретник-конюшня. Среди многих сохранившихся хозяйственных построек есть лесопилка, кузница и дом для прислуги. Парк устроен в английском стиле по проекту архитектора Георга Фридриха Куфальдта, с аллеями, террасами, прудами и фонтанами.

## Известные уроженцы
- Ларетей, Генрих (1892—1973) — эстонский политический и государственный деятель, дипломат.

## Галерея
- Вокзал Ыйзу, впоследствии Каарли
- Дом управляющего мызы Эйзекюля
- Водяная мельница мызы Эйзекюля
- Озеро Ыйзу (Эйзекюль)